# Andrew Wilson (Historiker)
Andrew Wilson (geboren 15. Oktober 1961) ist ein britischer Historiker, Politologe und Osteuropa-Spezialist.

## Leben
Andrew Wilson studierte Geschichte an der Oxford University und wurde 1993 an der London School of Economics promoviert.
Er war im Sidney Sussex College an der University of Cambridge tätig. Er ist Senior Lecturer für russische und ukrainische Studien an der School of Slavonic and East European Studies (SSEES) am University College London.
Wilson ist ein Senior Policy Fellow beim Think Tank European Council on Foreign Relations sowie Mitglied des Aufsichtsrats von Ukraine Today, einem englischsprachigen Nachrichtensender im Besitz des ukrainischen Medienkonzerns 1+1 media. Er ist ebenfalls Honorary Fellow beim Think Tank Royal Institute of International Affairs.
Er schrieb mehrere Bücher und Zeitschriftenbeiträge, vornehmlich zu den Ländern Russland, Ukraine und Belarus.

## Schriften (Auswahl)
- The Crimean Tatars. A situation report on the Crimean Taters for International Alert. International Alert, London 1994.
- mit Taras Kuzio: Ukraine: Perestroika to Independence. St. Martin’s Press, New York 1994, ISBN 0-312-08652-0.
- The Donbas between Ukraine and Russia. The Use of History in Political Disputes. In: Journal of Contemporary History, Jg. 30 (1995), S. 265–289.
- Ukrainian Nationalism in the 1990s. A Minority Faith, Cambridge University Press, Cambridge 1996, ISBN 0-521-48285-2.
- The Ukrainians: Unexpected Nation, Yale University Press, New Haven 2000, ISBN 0-300-08355-6.[4]
- mit Wendy Slater: The legacy of the Soviet Union. Palgrave Macmillan, Basingstoke 2004, ISBN 1-4039-1786-8.
- Virtual Politics: Faking Democracy in the Post-Soviet World, Yale University Press, New Haven 2005, ISBN 0-300-09545-7.
- Ukraine’s Orange Revolution, Yale University Press, New Haven 2005, ISBN 0-300-11290-4.
- Belarus: The Last European Dictatorship, Yale University Press, New Haven 2012, ISBN 978-0-300-13435-3.
- Ukraine Crisis: What It Means for the West. Yale University Press, New Haven 2014, ISBN 978-0-300-21159-7.